# Indigofera trichopoda
Indigofera trichopoda là một loài thực vật có hoa trong họ Đậu. Loài này được Guill. & Perr. miêu tả khoa học đầu tiên.